# Port Sudan
Port Sudan je najveća sudanska luka i glavni grad sudanske savezne države Crveno more. Grad je jedna od najvećih afričkih luka na Crvenom moru i glavni izvozni centar Sudana. Neposredno na suprotnoj obali Crvenog mora leži glavna saudijska luka Džida koja služi kao glavni centar prijama islamskih hodočasnika u svete gradove Meku i Medinu. Zbog toga je Port Sudan glavna luka afričkih muslimana za hodočašće u Meku.

## Povijest
Port Sudan su osnovali Britanci 1909. godine. Oni su tada vladali Egiptom i Sudanom i uočili su potrebu izgradnje značajnije luke za potrebe Sudana. Samo ime grada ima engleski naziv (Luka Sudana). Britanci su sagradili modernu luku koja je zamijenila staru sudansku luku Sawakin. Sagradili su i željezničku prugu do Nila koja je služila prvenstveno za izvoz sudanskih proizvoda.
Port Sudan je ostao glavna sudanska luka i nakon proglašenja nezavisnosti 1956. godine. 1977. je sagrađen naftovod do Khartouma i sudanskih naftnih nalazišta, te je Port Sudan postao glavna sudanska luka za izvoz nafte.

## Zemljopis
Port Sudan se nalazi na istoku Sudana i na zapadnoj obali Crvenog mora. U zaleđu se nalazi Crvenomorsko gorje. S njega se spušta vodotok Wadi Arba'at koji je glavni izvor vode za grad. Klima je pustinjska s vrlo malo padalina. Od Port Sudana kreće zemljopisna granica niske i visoke Afrike, koja završava na ušću rijeke Kunene u Atlantski ocean.

## Gospodarstvo
Djelatnosti vezane uz luku i transportni promet čine osnovu gospodarstva grada. Sudan izvozi svoje proizvode (prvenstveno naftu, pamuk i gumu), a uvozi proizvode koji su mu potrebni (prvenstveno strojeve i građevni materijal). U Port Sudanu postoji rafinerija nafte koja se transportira naftovodima od sudanskih nalazišta (Sudan se u novije vrijeme jače gospodarski razvija zbog novih nalazišta nafte).

## Znamenitosti
Port Sudan posjećuje mnogo turista, ali to su prvenstveno muslimanski hodočasnici na putu u Meku kojima je grad transportna luka. Port Sudan ima mnogo građevina tradicionalne islamske arhitekture, a postoji i engleska kolonijalna arhitektura.